# Goats Head Soup
Albums de The Rolling Stones
Exile on Main St.
(1972) It's Only Rock 'n Roll
(1974)
Singles
1. Angie / Silver Train
Sortie : 20 août 1973
2. Doo Doo Doo Doo Doo (Heartbreaker) / Dancing with Mr. D
Sortie : décembre 1973 (Etats-Unis)
3. Star Star / Doo Doo Doo Doo Doo (Heartbreaker)
Sortie : décembre 1973 (Europe)
4. Scarlet
Sortie : 22 juillet 2020 (présente lors de la réédition de l'album

Goats Head Soup est le onzième album des Rolling Stones (treizième aux États-Unis), sorti le 31 août 1973.
La ballade Angie, premier single extrait de l'album, rencontre un grand succès : no 1 aux États-Unis, elle reste l'une des chansons les plus connues du groupe. Avec Goats Head Soup, les Rolling Stones atteignent les sommets des ventes des deux côtés de l'Atlantique pour la quatrième fois d'affilée au Royaume-Uni, et la troisième aux États-Unis.
La pochette est une photographie de David Bailey.

## Historique
En avril 1971, les Rolling Stones quittent l'Angleterre pour s'installer en France pour des raisons fiscales. Mais un an plus tard, le guitariste Keith Richards et sa compagne Anita Pallenberg quittent précipitamment la Côte d'Azur. En effet, durant l'enregistrement de l'album Exile on Main St. dans la villa Nellcote où ils vivaient, la police les soupçonne de trafic d'héroïne d'après le témoignage des employés de la villa. À la fin de l'été 1971, avec l'aide de leur avocat, le guitariste est maintenu en liberté, à condition qu'il continue de payer le loyer de la villa à hauteur de 2 400 $ par semaine. C'est ainsi que Keith et Anita peuvent quitter le pays en juin 1972.
Du 3 juin au 26 juillet, les Rolling Stones s'envolent pour une nouvelle tournée nord-américaine de cinquante dates surnommée la « tournée cocaïne tequila sunrise ». L’événement, couvert par le cinéaste et photographe Robert Frank, l'écrivain Truman Capote et la sœur cadette de Jacqueline Kennedy, la princesse Lee Radziwill, connaît des émeutes et de nombreuses arrestations en tous genres. Le film documentaire retraçant cette tournée est intitulé Cocksucker Blues (en référence à la chanson homonyme ayant conduit à la fin du contrat avec Decca en 1970), mais sa sortie est annulée par le groupe.
Au début du mois d'août, après la tournée, Keith Richards s'installe dans un chalet à Villars en Suisse. Père depuis quelques mois d'Angela, il suit une cure de désintoxication à Vevey. Le 2 décembre 1972, après la perquisition de la villa Nellôte, Keith Richards et Anita Palleberg sont reconnus coupables de trafic d'héroïne et sont condamnés à un an de prison avec sursis et deux ans d'interdiction de territoire. Le groupe décide alors de se remettre au travail avec un nouvel album.

## Enregistrement
Les Rolling Stones commencent l'enregistrement de Goats Head Soup au Dynamic Sound Studio de Kingston, en Jamaïque, le 25 novembre 1972. Cette première session d'enregistrement dure jusqu'au 30 novembre, et une seconde prend place au même endroit du 6 au 13 décembre. L'album est ensuite finalisé aux SIR Studios de Los Angeles entre le 16 et le 18 janvier 1973, puis aux studios Olympic de Londres du 7 au 17 mai 1973. Hide Your Love est le dernier titre enregistré, à l'occasion de répétitions au De Doelen de Rotterdam à l'été 1973.
Deux chansons enregistrées durant les sessions de Goats Head Soup n'ont pas été retenues pour l'album et ont finalement vu le jour en 1981 sur Tattoo You : Tops et Waiting on a Friend.
Goats Head Soup est le dernier album des Rolling Stones produit par Jimmy Miller, qui accompagnait le groupe depuis Beggars Banquet.

## Critique
Goats Head Soup suscite des critiques variées. Dans Rolling Stone, Bud Scoppa estime qu'il s'agit d'un des meilleurs albums de l'année 1973, même si le groupe « a joué la sûreté cette fois-ci ». À l'inverse, pour Lester Bangs dans Creem, les Rolling Stones ont trahi les idéaux du rock'n'roll : « Penser aux Stones aujourd'hui a de quoi rendre triste, vu qu'ils se résument à un gigantesque : Et alors ? » Dans le même numéro de Creem, Allen Crowley décrit l'album comme « résolument complaisant », et le groupe comme une « parfaite petite entreprise ».
Dans The Village Voice, Robert Christgau donne à Goats Head Soup une note de B. Selon lui, presque toutes les chansons sont bonnes, mais « l'interprétation est bâclée », et le seul titre vraiment entraînant de l'album est la parodie de Chuck Berry Star Star qui le conclut.
Dans sa critique pour AllMusic, Stephen Thomas Erlewine estime que Goats Head Soup, noté 3,5/5, marque le début du déclin des Rolling Stones, mais que « même s'il ne semble pas crouler sous les classiques, toutes les chansons fonctionnent bien ».

## Titres
Toutes les chansons sont de Mick Jagger et Keith Richards.

### Face 1
1. Dancing with Mr. D – 4:53
2. 100 Years Ago – 3:59
3. Coming Down Again – 5:54
4. Doo Doo Doo Doo Doo (Heartbreaker) – 3:26
5. Angie – 4:33

### Face 2
1. Silver Train – 4:27
2. Hide Your Love – 4:12
3. Winter – 5:30
4. Can You Hear the Music? – 5:31
5. Star Star – 4:25

## Musiciens

### The Rolling Stones
- Mick Jagger : chant, chœurs, guitare acoustique, harmonica, piano sur Hide Your Love
- Keith Richards : guitare électrique, guitare acoustique, basse sur Silver Train, chœurs, chant sur Coming Down Again
- Mick Taylor : guitares acoustique et électrique, guitare slide, basse sur Dancing with Mr D et Coming Down Again, chœurs
- Bill Wyman : basse sauf sur Dancing with Mr D, Coming Down Again et Silver Train
- Charlie Watts : batterie

### Personnel supplémentaire
- Selon le livret inclut avec l'album :
- Nicky Hopkins : piano sur Dancing with Mr. D, Coming Down Again, Angie, Winter et Can You Hear the Music?
- Billy Preston : piano, clavinet sur 100 Years Ago et Doo Doo Doo Doo Doo (Heartbreaker)
- Ian Stewart : piano sur Silver Train et Star Star
- Bobby Keys : saxophone ténor et baryton
- Jim Horn : saxophone alto, flûte
- Chuck Findley : trompette
- Rebop Kwaku Baah : percussions
- Jimmy Miller : percussions
- Pascal (Nicolas Pascal Raicevic) : percussions
- Nicky Harrison : arrangements des cordes

## Charts et certifications

### Album
Charts
| Pays         | Durée du classement | Meilleur classement | Date              |
| ------------ | ------------------- | ------------------- | ----------------- |
| Allemagne    | 13 semaines         | 2e                  | 11 septembre 2020 |
| Australie    | 22 semaines         | 1er                 | 24 novembre 1973  |
| Autriche     | 17 semaines         | 1er                 | 18 septembre 2020 |
| Belgique (V) | 8 semaines          | 2e                  | 12 septembre 2020 |
| Belgique (W) | 7 semaines          | 8e                  | 12 septembre 2020 |
| Canada       | 23 semaines         | 1er                 | 20 octobre 1973   |
| Espagne      | 5 semaines          | 8e                  | 13 septembre 2020 |
| États-Unis   | 39 semaines         | 1er                 | 13 octobre 1973   |
| Finlande     | 1 semaine           | 16e                 | 13 septembre 2020 |
| France       | 49 semaines         | 1er                 | 21 octobre 1973   |
| Italie       | -                   | 8e                  | 1973              |
| Norvège      | 29 semaines         | 1er                 | 23 octobre 1973   |
| Pays-Bas     | 10 semaines         | 1er                 | 27 octobre 1973   |
| Portugal     | 3 semaines          | 7e                  | 13 septembre 2020 |
| Royaume-Uni  | 14 semaines         | 1er                 | 22 septembre 1973 |
| Suède        | 1 semaine           | 8e                  | 11 septembre 2020 |
| Suisse       | 6 semaines          | 3e                  | 13 septembre 2020 |

Certifications
| Pays        | Certification | Ventes      | Date             |
| ----------- | ------------- | ----------- | ---------------- |
| États-Unis  | 3 × Platine   | 3 000 000 + | 31 mai 2000      |
| France      | Or            | 100 000 +   | 1977             |
| Royaume-Uni | Or            | 100 000 +   | 1er octobre 1973 |

### Singles
| Single                             | Chart               | Durée du classement | Position | Date              |
| ---------------------------------- | ------------------- | ------------------- | -------- | ----------------- |
| Angie · Or · Or · Argent · Or      | Hot 100             | 16 semaines         | 1er      | 20 octobre 1973   |
| Angie · Or · Or · Argent · Or      | Single Top 100      | 22 semaines         | 2e       | 17 septembre 1973 |
| Angie · Or · Or · Argent · Or      | Ö3 Austria Top 40   | 20 semaines         | 8e       | 15 décembre 1973  |
| Angie · Or · Or · Argent · Or      | (V) Ultratop        | 21 semaines         | 1er      | 17 novembre 1973  |
| Angie · Or · Or · Argent · Or      | (W) Ultratop        | 19 semaines         | 1er      | 17 novembre 1973  |
| Angie · Or · Or · Argent · Or      | RPM Top Singles     | 16 semaines         | 1er      | 13 octobre 1973   |
| Angie · Or · Or · Argent · Or      | Single Top 100      | 22 semaines         | 1er      | 21 octobre 1973   |
| Angie · Or · Or · Argent · Or      | VG-lista            | 24 semaines         | 1er      | 21 janvier 1974   |
| Angie · Or · Or · Argent · Or      | Mega Top 50         | 25 semaines         | 1er      | 20 octobre 1973   |
| Angie · Or · Or · Argent · Or      | UK Singles Chart    | 10 semaines         | 5e       | 15 septembre 1973 |
| Angie · Or · Or · Argent · Or      | Schweizer Hitparade | 19 semaines         | 1er      | 24 octobre 1973   |
| Doo Doo Doo Doo Doo (Heartbreaker) | Hot 100             | 11 semaines         | 15e      | 23 février 1974   |
| Doo Doo Doo Doo Doo (Heartbreaker) | RPM Top Singles     | 7 semaines          | 5e       | 2 mars 1974       |
| Star Star                          | Single Top 100      | 6 semaines          | 32e      | 6 février 1974    |
| Star Star                          | (W) Ultratop        | 10 semaines         | 9e       | 30 mars 1974      |
| Star Star                          | Single Top 100      | 21 semaines         | 1er      | 7 avril 1974      |
| Star Star                          | Mega Top 50         | 4 semaines          | 16e      | 9 février 1974    |
| Star Star                          | Schweizer Hitparade | 6 semaines          | 7e       | 20 février 1974   |